# TIX
Andreas Haukeland (művésznevén TIX) (Bærum község, 1993. április 12. – ) norvég énekes, zeneszerző, producer. Ő képviseli Norvégiát a 2021-es Eurovíziós Dalfesztiválon, Rotterdamban, a Fallen Angel című dallal.

## Magánélete
Andreas 1993. április 12-én született a Bærum községben. Tourettes-szindrómát diagnosztizálnak nála, ebből származik a színpadi neve, a TIX (Tikk). Emellett magánnyal és öngyilkossági gondolatokkal szenvedett.

## Zenei karrierje
A 2010-es évek során vitatott orosz dalok producereként szerzett magának hírnevet, 2015-ben pedig országosan ismertté vált a sokat vitatott "Sheikh" orosz dalról.
2016 szeptemberében megjelent első stúdióalbuma, a "Dømt og berømt", ami a norvég VG-lista toplistáján második helyet ért el. TIX társszerzője a "Game Time" (Flo Rida ft. Sage The Gemini) és a "Sweet but Psycho" (Ava Max) című daloknak.
2018-ban kiadta első önálló kislemezét, a "Shotgun" címmel, azóta komolyabb és személyesebb témákat dolgoz fel és személyesebb szövegeket énekel. 2019 nyarán TIX a VG-lista élen volt, a következő évben Norvégiában a leghallgatottabb előadó volt.
2021. január 11-én vált hivatalossá, hogy az énekes "Ut av mørket" című dala is bekerült a Melodi Grand Prix elnevezésű norvég nemzeti döntő mezőnyének automatikus döntősei közé. A dal hivatalosan január 15-én jelent meg, a következő napon pedig a MGP elődöntőjében hangzott el először élőben. A dal eredetileg angolul íródott, így az MGP döntőjében már az angol verziót, a "Fallen Angel"-t adta elő. 2021. február 20-án vált hivatalossá, hogy az énekes alábbi dalát választották ki a nézők a 2021-es Melodi Grand Prix elnevezésű nemzeti döntőben, amellyel jogot kapott hazájának képviselésére az Eurovíziós Dalfesztiválon.
TIX az első elődöntőben kilencedikként lépett fel, a ciprusi Elena Tsagrinou után és a horvát Albina előtt. 115 ponttal tizedik lett, amivel továbbjutott a döntőbe. Itt huszonkettedikként lépett fel, az azeri Efendi után és a holland Jeangu Macrooy előtt. A zsűri 15, míg a nézők 60 pontot adtak neki, mellyel a 18. helyezést érte el.
2022-ben ő hirdette ki a norvég szakmai zsűri szavazatait az Eurovíziós Dalfesztiválon.

## Diszkográfia

### Stúdióalbumok
- Dømt og berømt (2016)

### Kislemezek
- Fraternity (2014)
- Shotgun (2018)
- Håper nissen har råd (2018)
- Jeg vil ikke leve (2019)
- Neste sommer (2019)
- Når jeg er full (2019)
- Brosjan Jesus (2019)
- Jævlig (2019)
- Kaller på deg (2020)
- Karantene (2020)
- Skål (2020)
- Nå koser vi oss (2020)
- Jul i karantene (2020)
- Tusen tårer (2020)
- Fallen Angel (norvég verzió: Ut av mørket, 2021)

### Közreműködések
- The Tramp (Olly Hence ft. JStanley, 2015)
- Ulovlig (Moberg, 2017)
- Kobraen (Moberg, 2017)
- Bad Boy (Moberg, 2017)
- Deg eller ingenting (Morgan Sulele, 2020)
- Igjen Og Igjen (El Papi, 2020)
- Ikke han (Teddy, 2020)